# Tele Club Italia
TeleClubItalia è un'emittente televisiva campana e testata giornalistica fondata nel 1989 a Giugliano in Campania.
I suoi contenuti sono disponibili sul digitale terrestre al canale 77 e in streaming on demand sul web.
I contenuti sono incentrati principalmente sull’attualità dell'hinterland a nord di Napoli, in particolare delle realtà dell'Agro giuglianese e dell'Agro aversano.

## Palinsesto
Il palinsesto è caratterizzato soprattutto dall'informazione e prevede il telegiornale TG Club, in onda due volte al giorno, preceduto dalla striscia quotidiana Campania Oggi con interviste ai protagonisti dell'attualità del territorio.
Ampio spazio è dedicato anche all'informazione sportiva col programma Club Napoli, che segue quotidianamente le vicende della squadra di calcio del capoluogo campano.
Il programma più longevo è C'era una volta..., in onda dal 2001, è un format culturale con protagoniste le opere di Giovan Battista Basile e, che in un gioco a squadre, vede sfidarsi le scuole del territorio.
Storica è anche la collaborazione con la curia della Diocesi di Aversa, in occasione delle più importanti feste religiose vengono seguiti in diretta diversi eventi.
Dal 2002 fa parte inoltre del circuito satellitare di TV2000 di cui ritrasmette alcune dirette.
Nel 2004 la rivista MillecanaIi l'ha riconosciuta tra le emittenti comunitarie in Italia che trasmette programmi di alto valore etico, politico, sociale e profondamente legati alle problematiche del territorio.